# Mellkasi fájdalom
Embernél a mellkasi fájdalom viszonylag gyakran fellépő panasz, amely többféle betegség tünete is lehet.
A mellkasban helyezkedik el a szív és a belé futó illetve belőle kilépő nagyerek (pl. az aorta), a két tüdő és a légutak (légcső, hörgők), a nyelőcső valamint a csecsemőmirigy. A tüdők közti teret gátornak (mediasztinumnak) nevezzük, itt helyezkedik el a többi említett szerv. A mellkas vázát a bordák és a köztük lévő izmok képezik. A bordák között, azokkal párhuzamosan az ún. interkosztális erek és idegek futnak. A mellüreget a hasüregtől a rekeszizom választja el.
Mellkasi fájdalmat okozhatnak az említett szerveket érintő betegségek, azonban ezeken kívül, ún. kisugárzó fájdalom képében itt okozhatnak panaszt bizonyos hasi szervek (pl. gyomor, nyombél, epehólyag, hasnyálmirigy) elváltozásai is. Végül, nem elhanyagolható esetben a mellkasi fájdalom szervi elváltozás nélkül, pszichés okból lép fel.
Gyakorisága és jelentősége miatt a legfontosabb mellkasi fájdalomhoz vezető betegség a szívinfarktus, melynek már gyanújakor is mielőbbi és alapos orvosi kivizsgálásban kell részesíteni a beteget, mivel a szívizom vérellátásának órákon belüli helyreállításával az elhalt terület kiterjedése minimalizálható, a beteg élete megmenthető, sőt, általában a korábbi életminőség is még évekig megmarad.

## Szív eredetű mellkasi fájdalmak
- Iszkémiás szívbetegség: A szív vérellátási zavara, mely a szívizom elhalásához (infarktusához) vezethet. Jellegzetes tünete az angina pectoris: ez rendszerint valamilyen provokáló tényező hatására kialakuló, mélyen eredő és fokozódó intenzitású, nyomó jellegű, szegycsont mögötti fájdalom, mely a test bal felső negyedébe (gyakran a bal karba) sugárzik ki, s 2–30 percen át tart. Kísérheti nehézlégzés, verejtékezés, szívritmuszavar, ájulásérzés és ájulás.
- Dressler-szindróma: szívinfarktus vagy mellkasi műtét után kb. egy hónappal fellépő szívburok- valamint tüdőgyulladás.
- Szívburokgyulladás
- Szívizomgyulladás
- Mitrális prolapszus: a bal pitvar és kamra közötti billentyű szisztoléban beboltosul a pitvar felé.
- Aortabillentyű-betegségek
- Bland-White-Garland-szindróma: a bal koszorúér rendellenesen, a tüdőartériából ered, s így oxigénszegény vért szállít a szívizomhoz.
- Hipertrófiás kardiomiopátia: a bal kamra falának túltengésével (hipertrófiájával) járó öröklődő betegség.
- Tachikardia: szapora szívverés.
- Hipertóniás krízis: gyorsan és nagymértékben emelkedő magas vérnyomás, mely már szervi károsodásokat okoz. Súlyos, életveszélyes állapot.

Nem fájdalmas, de kellemetlen tünet a szívdobogásérzés (palpitáció). Testi vagy pszichés megterheléskor gyakori, de szívritmuszavarok is kiválthatják.

## Nagyér és gátor eredetű mellkasi fájdalmak
- Aortadisszekció: a főverőér (aorta) falának legbelső rétege megreped, melyen át az érfal rétegei közé vér áramlik be, s vérömleny képződik. Az érfal belső rétege beboltosul a lumen felé, s azt összeszűkíti, testszerte vérellátási zavart okozva. Életveszélyes állapot. Nagyon erős, szaggató vagy éles jellegű, szegycsont mögötti fájdalommal jár, mely fájdalom a has felé terjed. Hátfájás is jelentkezhet.
- Mediastinitis
- Mediasztinális daganat

## Tüdő eredetű mellkasi fájdalmak
- Tüdőembólia: egy leszakadó vérrög (mely leggyakrabban az alsó végtag mély vénáiban képződött) a vérárammal tovasodródva elzárja a tüdőartériákat. A kórkép súlyossága az elzáródás mértékétől függ. A mellkasi fájdalmat nehézlégzés, szapora légzés és szívverés kísérheti.
- Légmell: a mellhártyák közti résbe levegő kerül, s ott a normálisan a környezeténél kisebb nyomás megnő, mintegy összenyomva a tüdőt. Hirtelen kezdődő szúró, húzó jellegű fájdalommal járhat. További tünetek: nehézlégzés, köhögés.
- Tüdőgyulladás
- Mellhártyagyulladás: szúró jellegű, belégzésre erősödő fájdalommal jár. Kisugározhat a nyak és a has felé.
- Pleurodynia: Coxsackie B vírusfertőzés okozza.
- Mellhártya- illetve tüdődaganat: a bordák közti idegeket vagy a kari idegfonatot (plexus brachialis) komprimálva (nyomva) okozhatnak gyöki jellegű fájdalmat.

## Bélcsatorna eredetű mellkasi fájdalmak
- Nyelőcsőgörcs
- Achalasia
- Refluxbetegség: a savas gyomortartalom visszaáramlik a nyelőcsőbe.
- Hiatus hernia
- Heveny nyelőcsőrepedés
- Gyomorfekély, nyombélfekély
- Epegörcs
- Heveny hasnyálmirigy-gyulladás
- Roemheld-szindróma

## Ideg/izom/csontváz eredetű mellkasi fájdalmak
- Thoracic outlet szindróma
- Spondylarthrosis, intercostalis neuralgia
- Bechterew-kór
- Tietze-szindróma
- Övsömör
- Ideggyulladás
- Izomfájdalom
- Sérülés
- Patológiás csonttörés

## Pszichés eredetű mellkasi fájdalmak
- Da Costa-szindróma: pszichés eredetű – a betegnek meggyőződése, hogy szívbetegsége van.